# Michel Dussuyer
Michel Dussuyer (Cannes, Francia, 28 de mayo de 1959) es un exjugador y entrenador de fútbol francés. Actualmente dirige a la selección de Guinea.

## Carrera como jugador
Dussuyer jugó en las categorías inferiores del AS Cannes desde 1970 y dio el salto al equipo profesional en 1978. Después de haber sido utilizado raramente en la primera temporada, se convirtió en portero titular en los dos años siguientes.
En 1981 se trasladó al OGC Niza y fue utilizado 17 veces en dos temporadas. Tras la temporada 1983-84, que pasó como portero titular en el Olympique Alès, regresó a Cannes en 1984. Allí fue portero durante doce años y disputó 159 partidos de liga y cuatro de la Copa de la UEFA 1991-92.

## Carrera como entrenador
Luego de ser asistente técnico en el AS Cannes entre 1996 y 2002, fue anunciado como entrenador de la selección de Guinea en septiembre de 2002. Durante su estancia en el seleccionado africano, logró la clasificación a la Copa Africana de Naciones 2004, su primera aparición en la competición desde 1998, donde lograron su mejor resultado en 30 años al alcanzar los cuartos de final. Sin embargo, presentó su renuncia en marzo de 2004 por motivos familiares.
Después de un paso como asistente técnico de Henri Michel en la selección de Costa de Marfil, tuvo un paso como entrenador del AS Cannes en la temporada 2006-07. En junio de 2008, asumió al frente de la selección de Benín. No obstante, tras la eliminación en la primera ronda de la CAN 2010, fue despedido por la Federación Beninesa de Fútbol.
En mayo de 2010, inició su segunda etapa en la selección de Guinea. Luego de que su contrato finalizara en diciembre de 2013, en febrero de 2014 la Federación Guineana extendió su vínculo con el seleccionado africano. El 2 de febrero de 2015, presentó su renuncia al cargo después de quedar eliminado en los cuartos de final de la Copa Africana de Naciones 2015.
El 20 de julio de 2015, fue oficializado como técnico de la selección de Costa de Marfil. El 29 de enero de 2017, dejó su puesto luego de la eliminación en la Copa Africana de Naciones.
En junio de 2018, comenzó su segundo ciclo en la selección de Benín. Tras no haber clasificado a la Copa Africana de Naciones, la directiva africana anunció que su contrato no sería renovado en enero de 2022.
El 21 de septiembre de 2024, fue nombrado por tercera vez como entrenador de la selección de Guinea, en sustitución de Charles Paquille.

## Clubes

### Como jugador
| Club           | País    | Año       |
| -------------- | ------- | --------- |
| AS Cannes      | Francia | 1978-1981 |
| OGC Niza       | Francia | 1981-1983 |
| Olympique Alès | Francia | 1983-1984 |
| AS Cannes      | Francia | 1984-1986 |
| FC Montceau    | Francia | 1986      |
| AS Cannes      | Francia | 1986-1996 |

### Como entrenador
| Club                         | País            | Año           |
| ---------------------------- | --------------- | ------------- |
| Selección de Guinea          | Guinea          | 2002-2004     |
| AS Cannes                    | Francia         | 2006-2007     |
| Selección de Benín           | Benín           | 2008-2010     |
| Selección de Guinea          | Guinea          | 2010-2013     |
| Selección de Guinea          | Guinea          | 2014-2015     |
| Selección de Costa de Marfil | Costa de Marfil | 2015-2017     |
| Selección de Benín           | Benín           | 2018-2022     |
| Selección de Guinea          | Guinea          | 2024-presente |